# Philippine Air Force FC
Der Philippine Air Force Football Club ist ein philippinischer Fußballverein. Aktuell spielt die Fußballmannschaft in der höchsten Liga des Landes, der Philippines Football League.
Der Verein der Philippinischen Luftwaffe ist ein Verein, in dem Spieler Offiziere, Mannschaften und Zivilisten der philippinischen Luftwaffe sind.

## Erfolge
- National League

Sieger: 1982
- Manila Premier Football League

Sieger: 1997
- United Football League Division 1

Sieger: 2010, 2011
- Llobregat Cup

Sieger: 1977, 1978
- National Cup Championships

Sieger: 1982–83, 1985, 1989
- Ugarte Cup

Sieger: 1993
- Adidas Lightning Football National Tournament

Sieger: 2003
- UFL Cup

Sieger: 2009, 2011
2. Platz: 2010
- NCR Open

Sieger: 1982, 1983
- Globe Super Cup

Sieger: 2001

## Stadion
Seine Heimspiele trägt der Verein im McKinley Hill Stadium (ehemals Emperador Stadium) im Fort Bonifacio in Taguig aus. Das Stadion hat ein Fassungsvermögen von 4500 Personen. Eigentümer sowie Betreiber der Sportstätte ist die Megaworld Corporation.
Koordinaten: 14° 31′ 48,8″ N, 121° 3′ 15″ O

## Trainer seit den 1970er Jahren
| Name                 | Zeit bei Philippine Air Force | Zeit bei Philippine Air Force |
| Name                 | von                           | bis                           |
| -------------------- | ----------------------------- | ----------------------------- |
| Bertie Guanzon       | 1970er Jahre                  | 1980er Jahre                  |
| Col.Lope Q. Pascual  | 1980er Jahre                  |                               |
| Noel Casilao         | 1990er Jahre                  |                               |
| Oscar Rabena         | unbekannt                     | 2011                          |
| Sgt.Edzel Bracamonte | 2011                          | 2013                          |
| Leo Alfred Jaena     | 2013                          | heute                         |

## Ausrüster und Sponsoren
| Jahr           | Ausrüster      | Trikotsponsor        |
| -------------- | -------------- | -------------------- |
| 2009 bis 2011  | N/A            | Rider                |
| 2012           | Mizuno         | Phoenix Petroleum    |
| 2013           | N/A            | Philippine Air Force |
| 2014           | LGR Sportswear | Philippine Air Force |
| 2019 bis heute | Defy Athletics | Elan Vita            |